# Зидж Елхани
«Зидж Елхани», «Елхани зидж» (перс. ذیج علخنی‎) араб. и перс. — астрономическая таблица, справочник) — астрономический труд Средневековья. Составлен учёными Марагинской обсерватории, организованной Насир ад-Дином Туси в XIII в. на северо-западе Ирана в области Азербайджан. В «Зидж Елхани» приведён каталог ярких звёзд, географические координаты 279 населённых пунктов, а также таблицы синусов и косинусов.